# Siergiej Majtakow
Siergiej Władimirowicz Majtakow (ros. Сергей Владимирович Майтаков; ur. 7 stycznia 1990 w Nowosybirsku) – rosyjski narciarz alpejski, srebrny medalista mistrzostw świata juniorów.

## Kariera
Po raz pierwszy na arenie międzynarodowej Siergiej Majtakow zaprezentował się 28 listopada 2005 roku w Kaunertal, gdzie w zawodach University Race zajął 52. miejsce w slalomie. W 2008 roku wystartował na mistrzostwach świata juniorów w Formigal, gdzie jego najlepszym wynikiem było 37. miejsce w gigancie. Jeszcze dwukrotnie startował na imprezach tego cyklu, najlepszy wynik osiągając podczas mistrzostw świata juniorów w Mont Blanc w 2010 roku, gdzie wywalczył brązowy medal w slalomie. W zawodach tych wyprzedzili go tylko Reto Schmidiger ze Szwajcarii i Austriak Lukas Tippelreither.
W Pucharze Świata zadebiutował 16 stycznia 2011 roku w Wengen, gdzie nie zakwalifikował się do drugiego przejazdu w slalomie. Pierwsze pucharowe punkty zdobył nieco ponad dwa lata później, 9 marca 2013 roku w Kranjskiej Gorze, zajmując 26. pozycję w gigancie. W klasyfikacji generalnej sezonu 2012/2013 zajął ostatecznie 136. miejsce. W 2009 roku wystartował w gigancie na mistrzostwach świata w Val d’Isère, kończąc rywalizację na 28. miejscu. Podczas rozgrywanych rok później igrzysk olimpijskich w Vancouver jego najlepszym wynikiem było 40. miejsce w tej samej konkurencji. Brał także udział w igrzyskach olimpijskich w Soczi w 2014 roku, gdzie giganta ukończył na 26. pozycji.

## Osiągnięcia

### Igrzyska olimpijskie
| Miejsce | Dzień     | Rok  | Miejscowość | Konkurencja     | Czas        | Strata  | Zwycięzca        |
| ------- | --------- | ---- | ----------- | --------------- | ----------- | ------- | ---------------- |
| DNF     | 21 lutego | 2010 | Vancouver   | Superkombinacja | 2:44,92 min | -       | Bode Miller      |
| 40.     | 23 lutego | 2010 | Vancouver   | Gigant          | 2:37,83 min | +7,83 s | Carlo Janka      |
| DNF     | 27 lutego | 2010 | Vancouver   | Slalom          | 1:39,32 min | -       | Giuliano Razzoli |
| 26.     | 19 lutego | 2014 | Soczi       | Gigant          | 2:45,29 min | +4,38 s | Ted Ligety       |
| DNF2    | 22 lutego | 2014 | Soczi       | Slalom          | 1:41,84 min | —       | Mario Matt       |

### Mistrzostwa świata
| Miejsce | Dzień     | Rok  | Miejscowość | Konkurencja | Czas biegu  | Strata  | Zwycięzca   |
| ------- | --------- | ---- | ----------- | ----------- | ----------- | ------- | ----------- |
| 28.     | 13 lutego | 2009 | Val d’Isère | Gigant      | 2:23,00 min | +7,10 s | John Kucera |

### Mistrzostwa świata juniorów
| Miejsce | Dzień       | Rok  | Miejscowość       | Konkurencja | Czas biegu  | Strata  | Zwycięzca               |
| ------- | ----------- | ---- | ----------------- | ----------- | ----------- | ------- | ----------------------- |
| 51.     | 26 lutego   | 2008 | Formigal          | Zjazd       | 1:45,31 min | +6,55 s | Hagen Patscheider       |
| DNF1    | 27 lutego   | 2008 | Formigal          | Slalom      | 1:29,68 min | -       | Marcel Hirscher         |
| 48.     | 28 lutego   | 2008 | Formigal          | Supergigant | 1:21,02 min | +4,89 s | Andreas Sander          |
| 37.     | 29 lutego   | 2008 | Formigal          | Gigant      | 1:57,00 min | +5,94 s | Marcel Hirscher         |
| 37.     | 4 marca     | 2009 | Ga-Pa             | Supergigant | 1:16,64 min | +4,54 s | Manuel Kramer           |
| 49.     | 4 marca     | 2009 | Ga-Pa             | Zjazd       | 1:39,06 min | +4,45 s | Andy Plank              |
| DSQ1    | 5 marca     | 2009 | Ga-Pa             | Gigant      | 2:18,49 min | -       | Alexis Pinturault       |
| 16.     | 6 marca     | 2009 | Ga-Pa             | Slalom      | 1:20,78 min | +1,74 s | Jesper Riis-Johannessen |
| DNF1    | 31 stycznia | 2010 | Region Mont Blanc | Gigant      | 2:17,55 min | -       | Mathieu Faivre          |
| 21.     | 1 lutego    | 2010 | Region Mont Blanc | Supergigant | 1:29,71 min | +2,20 s | Maxence Muzaton         |
| 3.      | 2 lutego    | 2010 | Region Mont Blanc | Slalom      | 1:30,97 min | +1,04 s | Reto Schmidiger         |
| 46.     | 4 lutego    | 2010 | Region Mont Blanc | Zjazd       | 1:19,32 min | +2,68 s | Mattia Casse            |

### Puchar Świata

#### Miejsca w klasyfikacji generalnej
- sezon 2012/2013: 136.

#### Miejsca na podium w zawodach
Majtakow nie stał na podium zawodów Pucharu Świata.